# Adesmia hirsuta
Adesmia hirsuta är en ärtväxtart som beskrevs av Rodolfo Amando Philippi. Adesmia hirsuta ingår i släktet Adesmia och familjen ärtväxter. Inga underarter finns listade i Catalogue of Life.